# Mikołaj Hussowczyk

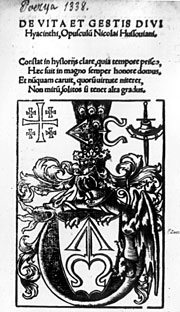
Strona tytułowa "Żywota św. Jacka"

Mikołaj Hussowski (vel Mikołaj Hussowczyk, vel Mikołaj z Hussowa, łac. Nicolao Nicolai Hussowsky, ur. między 1475 r. a 1485, zm. po 1533) – piszący po łacinie poeta okresu wczesnego renesansu, duchowny katolicki, notariusz publiczny kreacji apostolskiej. 

## Życie i twórczość
Urodził się w Husowie niedaleko Łańcuta. Święcenia kapłańskie przyjął ok. 1518 r. Mianowany notariuszem publicznym kreacji apostolskiej dla Wielkiego Księstwa Litewskiego.
Był dworzaninem biskupa płockiego Erazma Ciołka, któremu towarzyszył w poselstwie do Rzymu do papieża Leona X w 1521 r. Po roku pobytu w tym mieście i po śmierci swojego protektora powrócił do Polski i osiadł w Krakowie.
Zaliczany jest do grona wczesnorenesansowych poetów polsko-łacińskich (podobnie jak Klemens Janicki). Jego twórczość nie jest obszerna, wyróżnia się jeden sporych rozmiarów poemat - Carmen de statura, feritate ac venatione bisontis (Pieśń o wyglądzie, dzikości i polowaniu na żubra) Kraków 1523, znany powszechnie pod skróconym tytułem: Carmen de bisonte (Pieśń o żubrze).
Poemat ten powstał jako uzupełnienie niezwykłego prezentu ofiarowanego papieżowi Leonowi X, którym był wypchany żubr. Dar ten miał sprezentować wojewoda wileński Mikołaj Radziwiłł, jednak całe przedsięwzięcie nie doszło do skutku z powodu śmierci papieża (jeszcze przed napisaniem utworu). Ostatecznie "Pieśń" powstała w Krakowie i była dedykowana królowej Bonie. 
W kompozycji i w warstwie narracyjnej dzieła widać wpływ doświadczeń twórców skupionych wokół papieża Leona X, tworzących poezję opiewającą myśliwskie dokonania swego mecenasa. Jednakże w samej warstwie faktograficznej pieśń pozostała dziełem na wskroś oryginalnym. Autor przedstawił w nim bardzo cenne obserwacje i opisy przyrody litewskiej, nawiązania do historii tych terenów, scenki myśliwskie, a także opis osobistych przeżyć. Zrezygnował zarazem z tradycyjnych w ówczesnej kulturze literackiej nawiązań do sztafażu mitologicznego. 
W zakończeniu utworu zawarł apel o podjęcie działań przeciw Turkom. Tym samym stał się jednym z prekursorów polskiej poezji patriotycznej.
W 1524 napisał epinicjon Nova et miranda victoria de Turcis mense Iulio o zwycięstwie hetmana wielkiego koronnego Mikołaja Firleja nad Tatarami.
W 1525 na procesie kanonizacyjnym Jacka Odrowąża ogłosił panegiryk De vita et gestis Divi Hyacinthi.

## Twórczość
- Carmina, wyd. J. Pelczar, Kraków 1894,
- Poemat o żubrze, przeł. J. Kasprowicz, [w:] Tegoż, Dzieła, T. 20, Warszawa 1931.